# Vitreorana franciscana
Vitreorana franciscana é uma espécie de anfíbio anuro da família Centrolenidae. Está presente no Brasil. A UICN classificou-a como pouco preocupante.